# NHKジュニアスペシャル
『NHKジュニアスペシャル』（エヌエイチケイジュニアスペシャル）は、1998年4月11日から2000年4月8日、および2003年4月12日から2006年3月19日までNHK教育テレビジョンで放送されていた、日本の教育情報バラエティ番組である。『NHKスペシャル』の大型シリーズを小中学生向けに再構成し、実験などのオリジナル要素を挿入して、家族に娯楽と知識を提供する仕様となっている。
2014年5月11日には、ジュニアスペシャル枠で放送された『日本人はるかな旅 君の顔のルーツを探れ! 縄文vs弥生』が『ETV特集』の「人間国宝 弥生の謎に挑む」と共にアンコール放送された。

## 第1期
第1期の『NHKジュニアスペシャル』は1998年度と1999年度に全40本が放送された。登場人物のさくらとポキートがナビゲーターを担当し、3人の専門家が解説役を担当した。2050年に人類が地球に代わる第二の惑星系を発見し、地球に代わる居住可能な惑星を適切な環境にするため、地球そのものを調査するという設定である。
2001年には深夜帯で再放送された。

### 出演者
- 上原さくら - さくら役。レギュラー出演。
- 松井菜桜子 - ポキート役。レギュラー出演。
- 濱田隆士（第1 - 15回、第28 - 40回）
- 小出五郎（第16 - 20回）
- 高柳雄一（第21 - 27回）

濱田隆士は本作への出演で知名度を高めたとされる。

### 放送リスト
萩谷宏のWebサイトとNHKの学校放送オンラインに基づく。
| 放送回 | タイトル                        | 元となったNHKスペシャル    |
| ------ | ------------------------------- | -------------------------- |
| 1      | 水の惑星・奇跡の旅立ち          | 『生命40億年はるかな旅』   |
| 2      | 引き裂かれる大地                | 『生命40億年はるかな旅』   |
| 3      | 残されていた原始の海            | 『生命40億年はるかな旅』   |
| 4      | 奇岩にひそむ大気の謎            | 『生命40億年はるかな旅』   |
| 5      | 巨大山脈の誕生                  | 『生命40億年はるかな旅』   |
| 6      | 氷河期襲来                      | 『生命40億年はるかな旅』   |
| 7      | 多重バリアーが守る生命の星      | 『生命40億年はるかな旅』   |
| 8      | 海からの創世                    | 『地球大紀行』             |
| 9      | 進化の不思議な大爆発            | 『地球大紀行』             |
| 10     | 魚たちの上陸作戦                | 『地球大紀行』             |
| 11     | 大空への挑戦者                  | 『地球大紀行』             |
| 12     | 昆虫たちの情報戦略              | 『地球大紀行』             |
| 13     | ヒトがサルと別れた日            | 『地球大紀行』             |
| 14     | 奇跡のシステム”性”              | 『地球大紀行』             |
| 15     | 地球と共に歩んで                | 『地球大紀行』             |
| 16     | 生命誕生                        | 『人体』                   |
| 17     | しなやかなポンプ ～心臓・血管   | 『人体』                   |
| 18     | 消化吸収の妙 ～胃・腸           | 『人体』                   |
| 19     | なめらかな連係プレー ～骨・筋肉 | 『人体』                   |
| 20     | 生命を守る ～免疫               | 『人体』                   |
| 21     | はるかなる宇宙への夢            | 『銀河宇宙オデッセイ』など |
| 22     | はるかなるET                    | 『銀河宇宙オデッセイ』など |
| 23     | わが太陽系                      | 『銀河宇宙オデッセイ』など |
| 24     | ブラックホール                  | 『銀河宇宙オデッセイ』など |
| 25     | 超新星爆発                      | 『銀河宇宙オデッセイ』など |
| 26     | 超銀河団                        | 『銀河宇宙オデッセイ』など |
| 27     | 母なる宇宙                      | 『銀河宇宙オデッセイ』など |
| 28     | 火山 ～大地をつくる地球の熱     |                            |
| 29     | 地震 ～大地を動かす地球の熱     |                            |
| 30     | 資源を産んだマグマ噴出          | 『地球大紀行』             |
| 31     | 巨木の森、大地を覆う            | 『地球大紀行』             |
| 32     | 移動する大砂漠                  | 『地球大紀行』             |
| 33     | 河川 ～大地をめぐる地球の水     |                            |
| 34     | めぐる生命の輪                  | 『海』                     |
| 35     | クジラだけが知っている          | 『海』                     |
| 36     | 眠る巨大資源                    | 『海』                     |
| 37     | 深層海流二千年の大航海          | 『海』                     |
| 38     | 縄文 ～文明を支える穏やかな気候 |                            |
| 39     | 島 ～小さな地球                 |                            |
| 40     | 地球と生命の関わり              |                            |

### 放送時間
- 土曜日 10:00 - 10:30 （1998年4月11日 - 2000年4月8日）

## 第2期

### 放送リスト
以下の『NHKスペシャル』が編集されジュニア版として放送された。
- 海 知られざる世界
- 四大文明
- 宇宙 未知への大紀行（「ジュニア版NHKスペシャル」の再放送。内容は第2期と異なる独自版となっており、BS hiではハイビジョンで放送された。）
- 生命40億年はるかな旅
- 世紀を越えて 地球・豊かさの限界
- 驚異の小宇宙 人体
- テクノロジーへの挑戦
- 驚異の小宇宙 人体II 脳と心
- 日本人はるかな旅
- 文明の道
- 地球大進化〜46億年・人類への旅
- データマップ 63億人の地図
- 新シルクロード
- 驚異の小宇宙 人体III 遺伝子

### 出演者
下記に示すレギュラー出演者だけでなく、ゲスト出演者の子役が『NHKスペシャル』の内容を実際に体験する。出演した子役には石山蓮華や中谷さくらなどがいた。
司会
- 関口健（2003年度・2004年度）
- 富永禎彦（2005年度）

アシスタント
- 中澤裕子（2003年度）
- 島崎和歌子（2004年度・2005年度）

大人が抱いた今更質問できない疑問を研究者らへ問いかける役割であり、対象層が小中学生まで広がったこの番組におけるいわば大人の代表である。
解説役
- 谷田部雅嗣

キャラクター"やったべぇ"として登場。"やったべぇのくらべてくらチョ"というコーナーも担当し、番組本編に関連する内容を比較することで得られる新たな見地を紹介する。
- パックンマックン

NHKスペシャル『データマップ 63億人の地図』『新シルクロード』『驚異の小宇宙 人体III 遺伝子』を元とするシリーズに登場。
ナレーター
- 竹中直人

### 放送時間
- 土曜日 20:00 - 20:44 （2003年4月12日 - 2004年4月3日）
- 日曜日 18:00 - 18:44 （2004年4月11日 - 2006年3月19日） - 2005年度には日曜日 6:55 - 7:39 （本放送と同じ日の朝）に1週遅れの再放送を行っていた。